# Salim Hanifi
Salim Hanifi, né le 11 avril 1988 à Sidi Aïch en Kabylie, est un joueur de football algérien évoluant au poste d'avant-centre.

## Biographie
Jeune joueur originaire de la ville de Sidi-Aïch en Petite Kabylie, Salim Hanifi est aussitôt remarqué par le club du RC Kouba où il fait ses classes. Durant trois ans il côtoie l'équipe première du RC Kouba dans laquelle il s'impose rapidement en attaque. Ses qualités athlétiques et son sens du but lui permettent de réaliser durant l'année 2011 une saison pleine avec son club formateur et il s'adjuge au terme de l'exercice le titre honorifique de "Meilleur buteur du Championnat d'Algérie de Ligue 2" avec 17 buts.
Cette performance attire le regard des grandes équipes de l'élite et la Jeunesse sportive de Kabylie se positionne pour l'enrôler. Il finit donc par s'engager avec la formation du Djurdjura pour une durée de deux ans. Dès sa première année dans l'élite, et ce malgré les difficultés sportives du club, il s'affirme comme un attaquant talentueux et devient rapidement le meilleur buteur de l'équipe.
En disgrâce avec la JSK, Hanifi décide de changer d'air au mercato hivernal. Le 13 janvier 2013, il rejoint l'USM Alger pour un contrat de 18 mois. Malgré deux trophées remportés à l'issue de la saison (Coupe d'Algérie et Coupe de l'UAFA), le passage de Hanifi à l'USMA est un échec sur le plan individuel. En effet, le joueur n'est titularisé qu'à 7 reprises toutes compétitions confondues (1 seule fois en championnat) pour un total de 15 apparitions sous le maillot Rouge et Noir.
Libéré en fin de saison, Salim Hanifi opte pour le CR Belouizdad afin de se relancer. Il signe un contrat d'une année le 15 juillet 2013.

## Palmarès
- Vainqueur de la Coupe d'Algérie 2013 avec l'USM Alger.
- Vainqueur de la Coupe de l'UAFA 2013 avec l'USM Alger.
- Meilleur buteur du Championnat d'Algérie de Ligue 2 en 2010-2011 avec 17 buts.